# リノック広場
リノック広場（リノックひろば、ウクライナ語: Площа Ринок、ラテン文字転写の例: Ploshcha Rynok、英: Market Square）は、ウクライナのリヴィウにある広場。東西147メートル、南北128.5メートルのほぼ正方形に近い形状をしている。中世以降、何世紀にもわたって政治や経済および文化などの面でリヴィウの中心地となっている。1998年に登録されたユネスコの世界遺産（文化遺産）「リヴィウ歴史地区群」に含まれている。「リノック」はウクライナ語で「市場」を意味する。ルィノク広場とも表記される。

## 概要

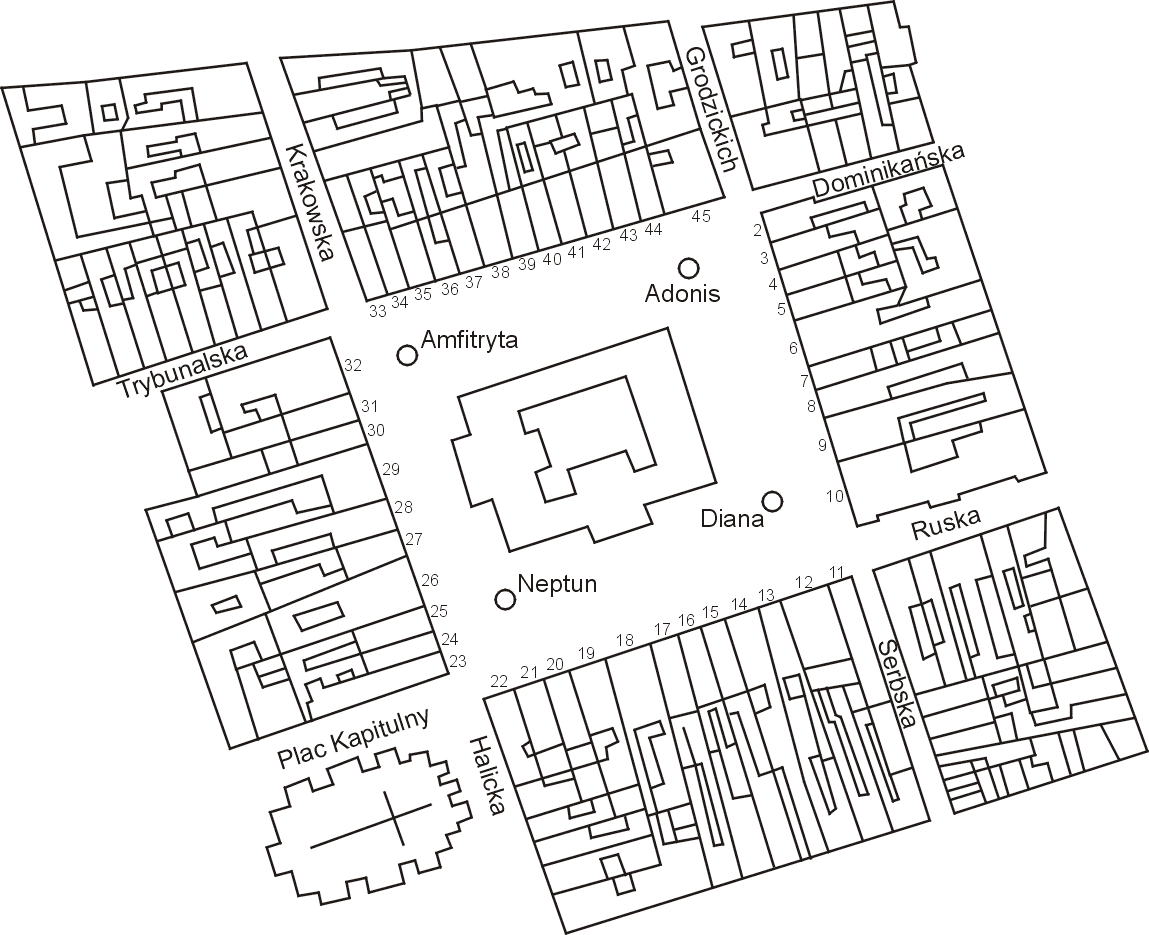
リノック広場の平面図

ハールィチ地区にある。市庁舎の面積を除いた面積は、14,200平方メートルである。最高点は、市庁舎にある展望塔の頂点の65メートルである。広場内には36本の樹木がある（2018年時点）。広場の周囲には、合わせて44軒のタウンハウスがあり、広場の中央にはリヴィウ市庁舎がある。広場の南部にはリヴィウ市電の1号線の路線が走っており、停留所「リノック広場」が設置されている。広場の四隅には、神話に登場する神々をモチーフにした噴水がある。
北東角から北にドルゥカールスィカ通りが、東にが伸び、南東角から東にルーシカ通りが、南にセルビア通りが、南西角から南にハリツカ通りが、西にカテドラルナ広場が、北西角から西にシェヴスカ通りが、北にクラキフスカ通りが伸びている。

## 歴史

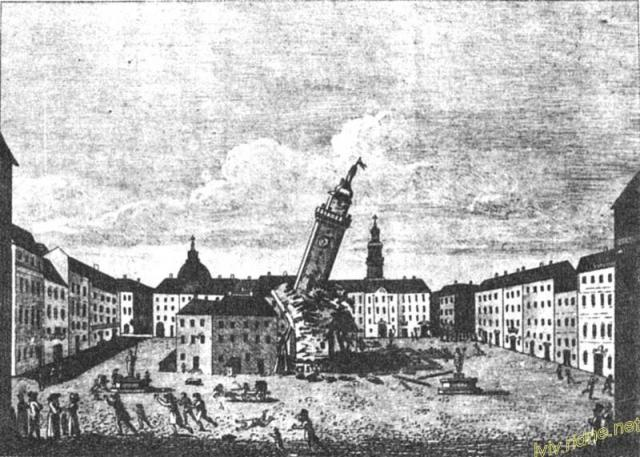
市庁舎は1826年に火災による大きな被害を受けた。

リヴィウではキエフ・ルーシの時代から交易が行われていた。交易はもともと主に、現在スタールィ・リノック広場と呼ばれている場所で行われていた。リノック広場は13世紀後半のハールィチ・ヴォルィーニ大公レーヴ・ダヌィーロヴィチが治めていた時代に成立したとされる。1356年にリヴィウにマクデブルク法の適用が承認されると、広場の設計は同法に従って進められた。リノック広場についての最初の言及は、1382年から1389年にリヴィウ市議会で行われた審問の記録に見られる。
1452年には広場の路面に石畳が敷設されていたものとされる。1527年に発生したリヴィウ大火によって街の大部分が被害を受けた。広場ではゴシック様式の建物が一般的であったが、再建にあたってはこれらの建物の基礎を利用してルネサンス様式の建物が建てられた。当時は建材に木材を用いることが禁止されていたため、石が用いられた。1826年に火災によって市庁舎が倒壊すると大規模な再建工事が実施され、広場の起伏を平滑化し、石畳が新たに敷設された。タウンハウスは主に後期帝政様式や新古典主義様式で建てられた。19世紀から20世紀にかけては、主に野菜や果物、花きや乳製品などの取り引きが行われた。

## リヴィウ市庁舎

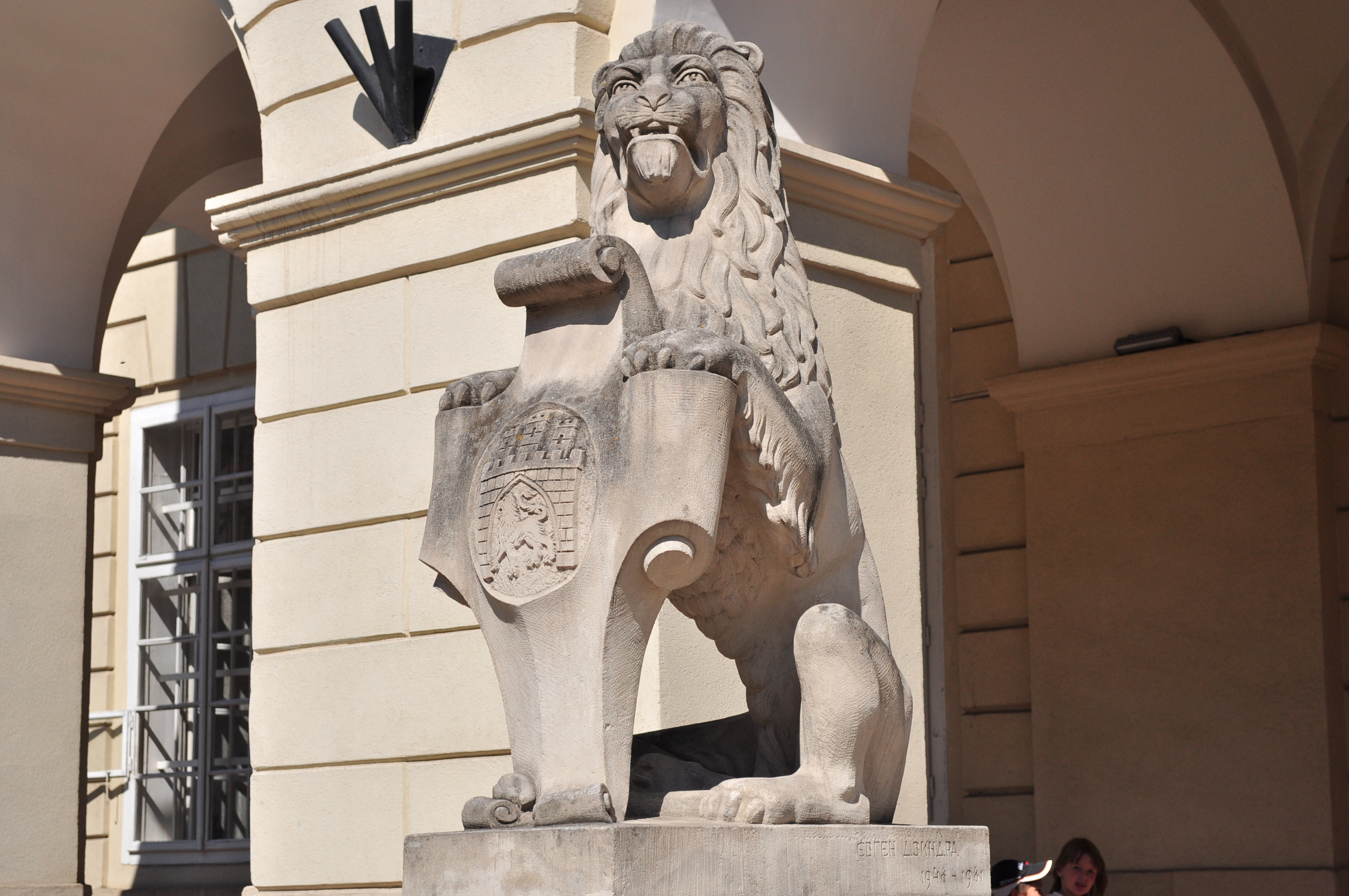
入口に設けられたライオン像

1番地に所在。面積は12,789平方メートルである。現在、リヴィウ市議会が入居している。入口には市章が入った盾とライオンの像が設置されている。
市庁舎は当初木造で建てられており、最初の言及は1381年に発生した火災に関する記録に見られる。このとき大きな被害を受けたが、後に復旧された。1404年に時計が塔に取り付けられた。1489年から1491年にかけて再建が行われ、1504年に新しい時計が塔に取り付けられた。1617年から1619年にかけて、当時のリヴィウ市長マーティン・カンピアンの命令によって再建工事が実施される。
1826年に火災に遭って倒壊したが、1835年に建築家ユーリー・グロガフスキーらによって古典主義様式に再建された。1848年、オーストリアによる砲撃に遭い、塔が全焼する被害を受ける。1849年から1851年にかけて、建築家ヨハン・ザルツマンの設計により再建工事が実施される。2004年から2006年にかけて、再建工事が実施される。

## タウンハウス

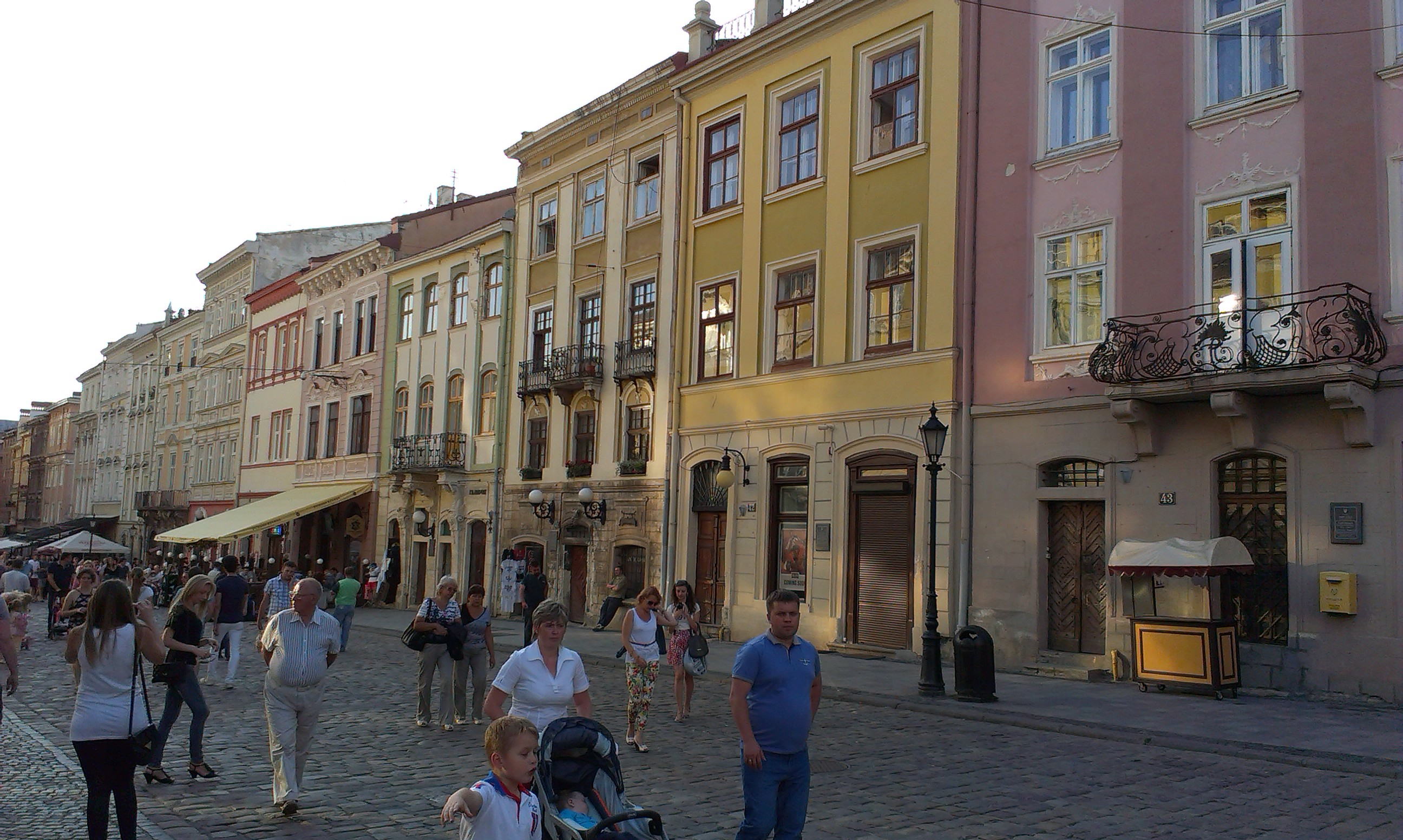
建ち並ぶタウンハウス群

タウンハウスは広場と同様に何世紀にもわたる歴史を有しているため、さまざまな時代の建築様式の要素を合わせもっている。現在見られる建築様式は、主に17世紀から18世紀にかけてのバロック様式およびルネサンス様式である。ファサードのそれぞれの階に窓が3つずつあるのが一般的である。同じ階にある3つの窓のうち2つが隣接していて残りの1つが少し離れて配置されているものがあるが、隣接した窓はリビングルームのものであり、残りの1つは家事室のものである。
タウンハウスの建築または修復に携わった建築家には、ブロニスワフ・ヴィクトル、ヤン・デ・ウィット、マルチン・ウルバニク、ペトロ・クラソフスキー、フランチシェク・クルチツキ、ペトロ・バーボン、ヤン・ポコロヴィッチ、バーナード・メレティン、パヴロ・リムリアニン、ミハウ・ルゼツキーなどがいる。

### バンディネッリ・パレス

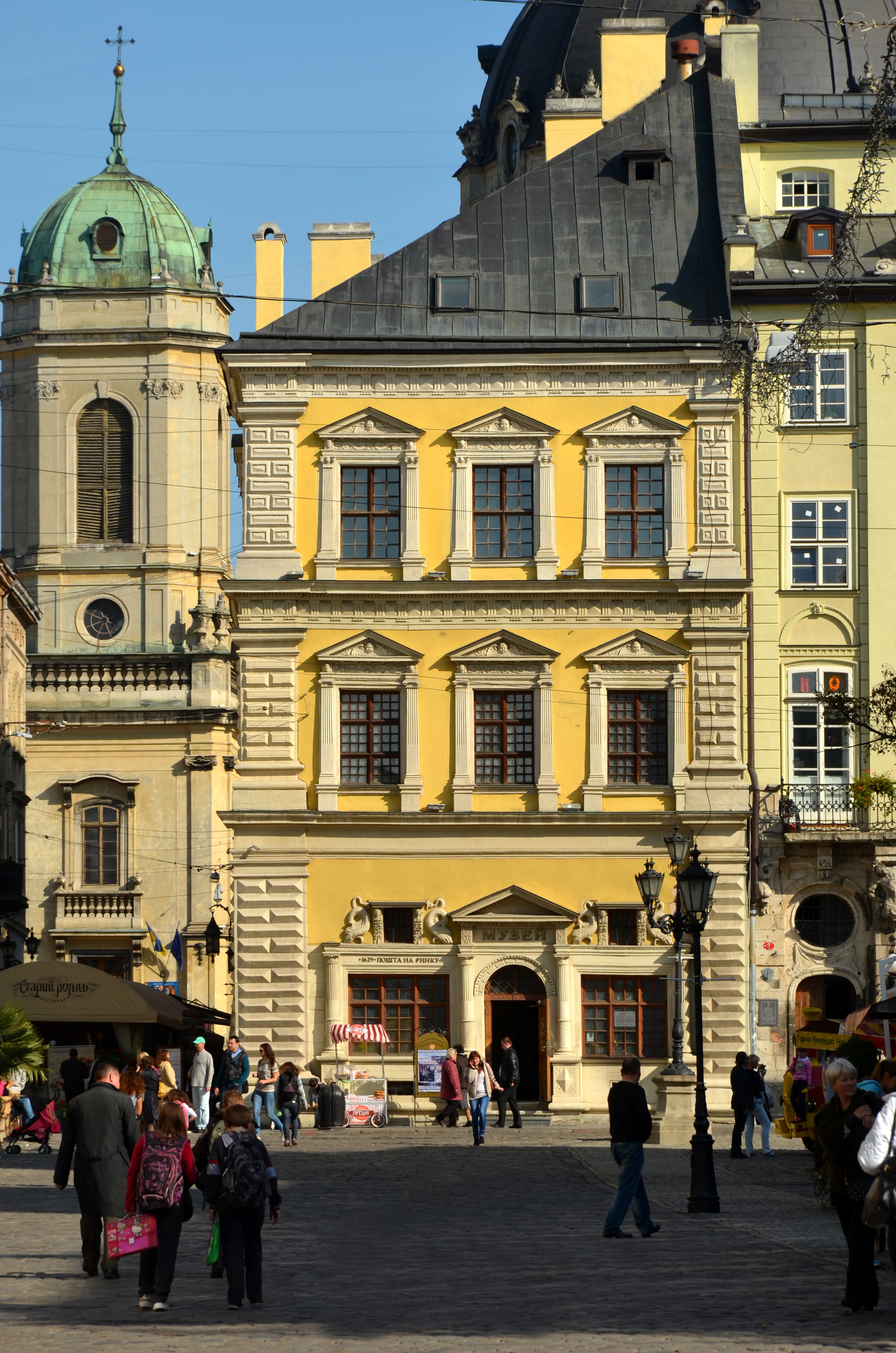
バンディネッリ・パレス

2番地に所在。1589年、薬剤師のヒエロニム・ヴィッテンベルク (Hieronim Wittemberg) およびジャローズ・ヴェデルスキー (Jarosz Wedelski) の所有するところとなる。1634年、イタリア・フィレンツェの商人、ロベルト・バンディネッリの所有するところとなる。バンディネッリ・パレスという名称は、彼の名前にちなんだものである。
1737年から1739年にかけて、再建工事が実施される。この工事の際に玄関がドミニカン通り（現在のスタブロペジア通り）側に移された。1750年にマルチン・ウルバニックによって修復工事が実施される。1850年から1870年にかけてカルル・ヴィルド書店が入居しており、地元の作家らが待ち合わせの場所として利用していた。

### ブラック・ハウス

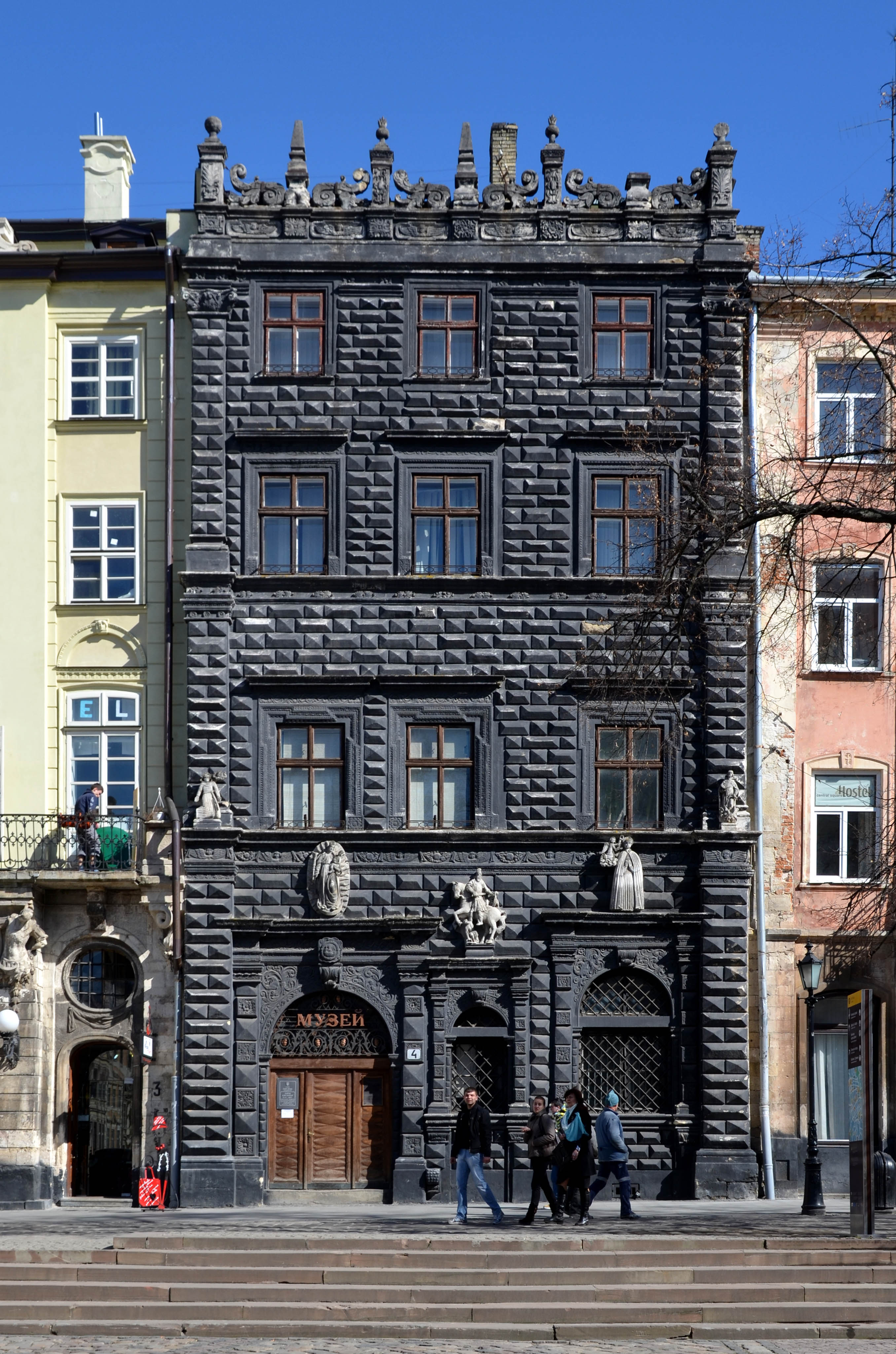
ブラック・ハウス

4番地に所在。後期ルネサンス様式の建物である。1588年から1589年にかけてパヴロ・リムリアニンおよびペトロ・バーボンによって2階建てで建てられ、1596年にペトロ・クラソフスキーによって3階が追加された。クライアントは、ヒオス島の出身で税関職員のトンマーゾ・ディ・アルベルティ (Tommazo di Alberti) であったが、彼は完成を見ることなく1589年に死去した。1596年、薬剤師で商人であったЯна Лоренцовичаの所有するところとなる。1675年から1677年にかけて再建工事が実施され、1677年にはファサードに装飾のための彫刻が施されたほか、屋根裏部屋が設けられた。

### コルニャクト・ハウス

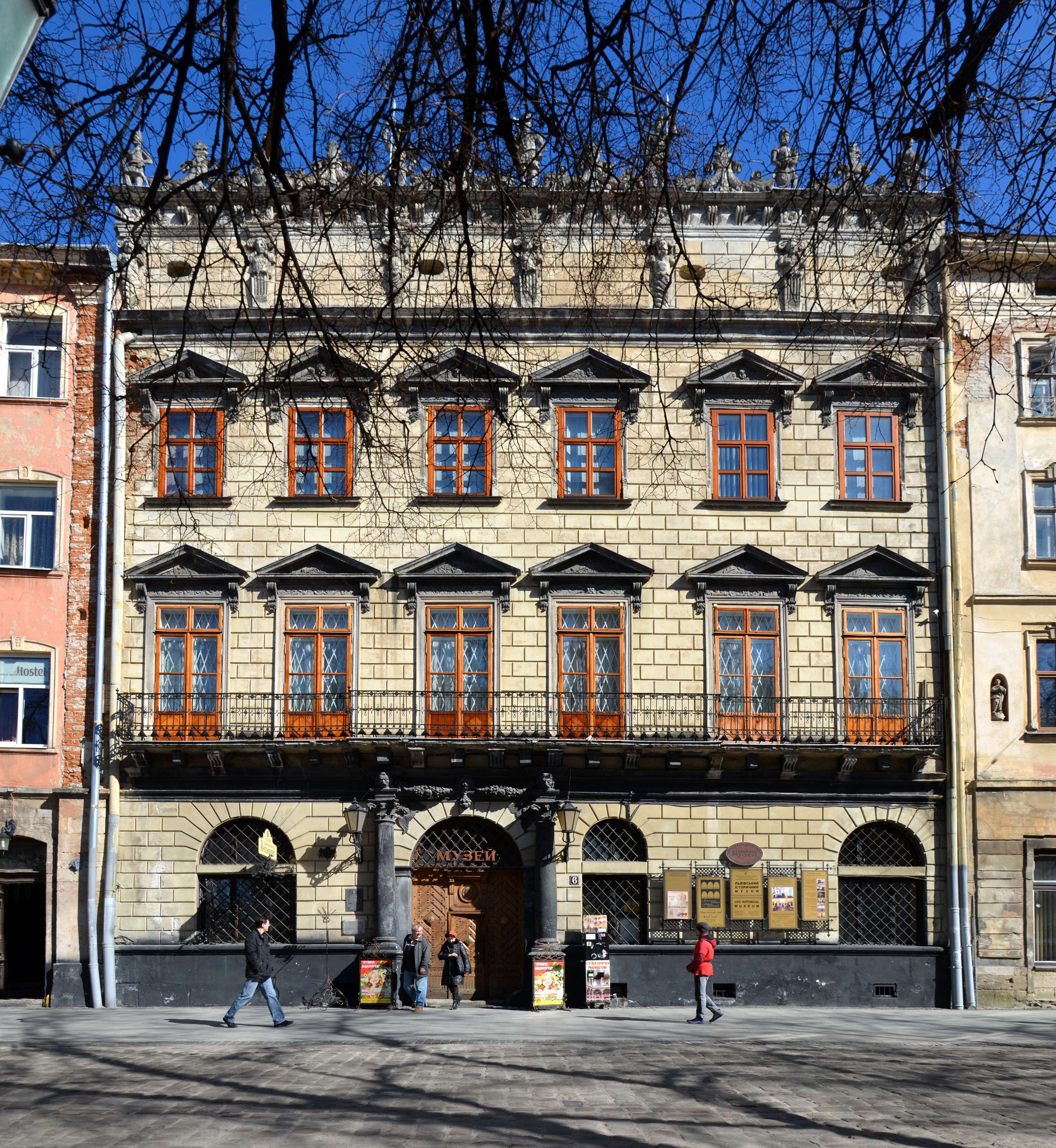
コルニャクト・ハウス

6番地に所在。ファサードのそれぞれの階には、窓が6つずつ設けられている。もともと建っていたゴシック様式のタウンハウスの基礎を利用して、1580年にペトロ・バーボンによって再建された。この建物の最初の所有者は、ギリシャの裕福な商人、コンスタンティン・コルニャクトである。コルニャクト・ハウスという名称は、彼の名前にちなんだものである。1642年には、後にポーランド王になったヤン・ソビェスキとその妻によって買い上げられている。1678年、屋根裏部屋が追加され、ファサードには王および6人の騎士の像の装飾が施された。20世紀初頭に再建工事が実施され、イタリア風中庭が造られた。

### ヴェニス・ハウス

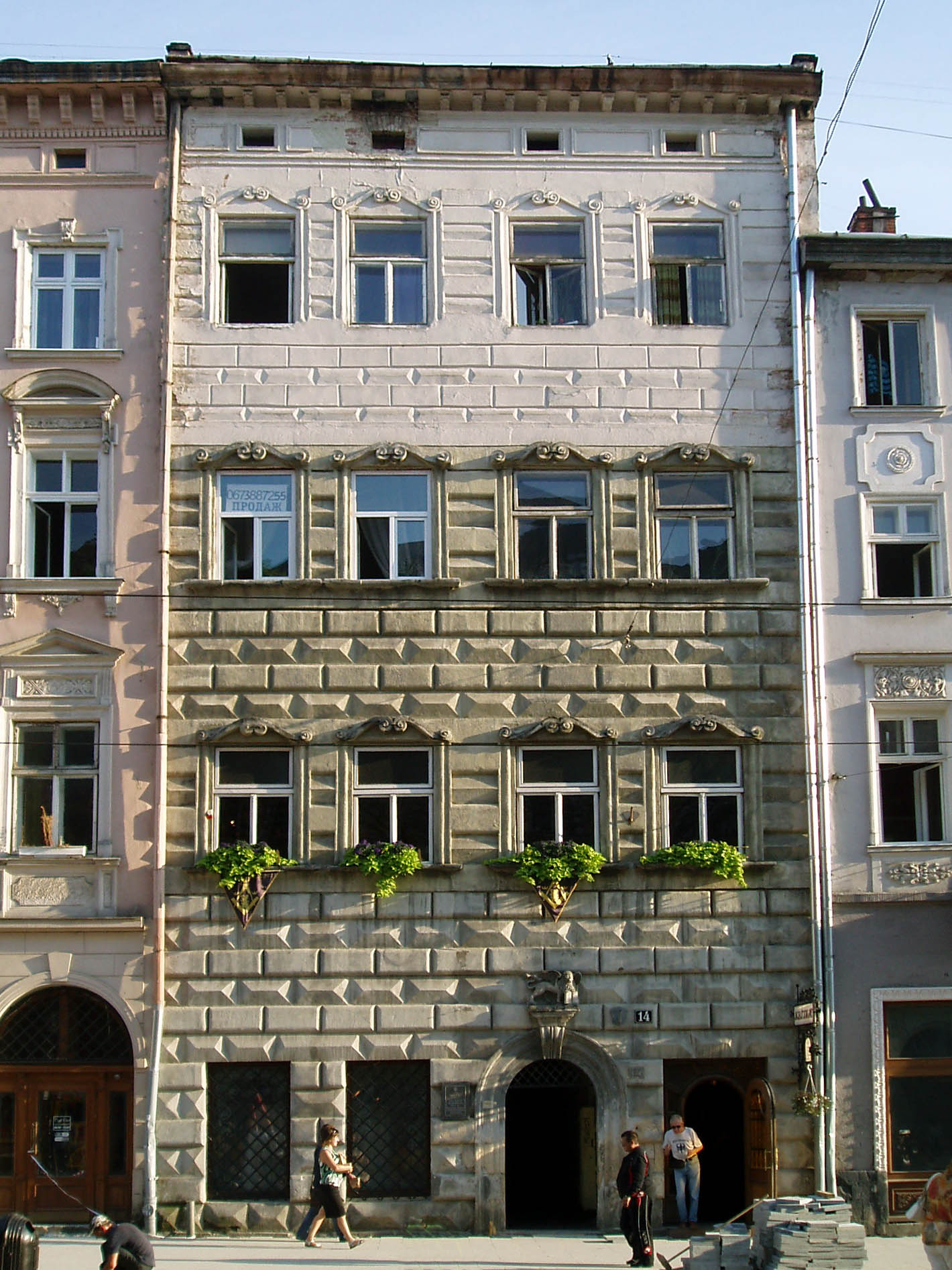
ヴェニス・ハウス

14番地に所在。4階建ての建物であり、建材にはレンガが用いられている。ファサードのそれぞれの階には、窓が4つずつ設けられている。入り口の上部に施された、背中に翼を生やしたライオンの彫像は、ヴェニスの紋章を表現している。
この建物がある場所にはもともとゴシック様式のタウンハウスが建てられていた。1589年にルネサンス様式に再建された。後年になって、ファサードの再建工事が建築家のパヴロ・リムリアニンによって行われた。この工事のクライアントは、ヴェニス領事で商人であったダルメシアン・アントニオ・マッサーリ (Далмати Антоніо Массарі) であり、この建物は彼の名前にちなんで「マッサーリ・ハウス」とも呼ばれる。もともとは3階建てであったが、19世紀に4階が追加された。

## 噴水
広場の北東角にアドーニスの噴水が、南東角にディアーナの噴水が、南西角にネプトゥーヌスの噴水が、北西角にアムピトリーテーの噴水がある。

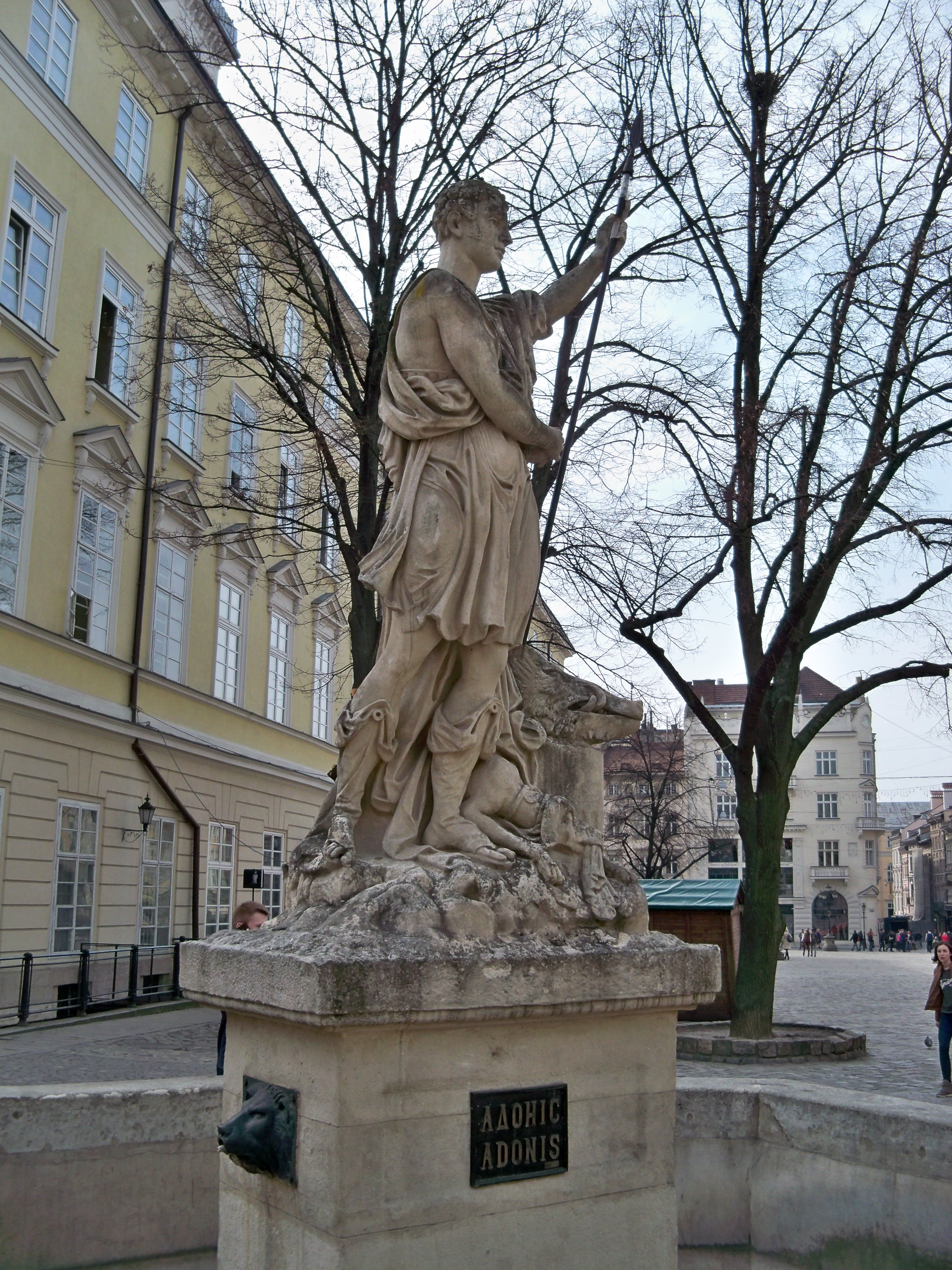
アドーニスの噴水
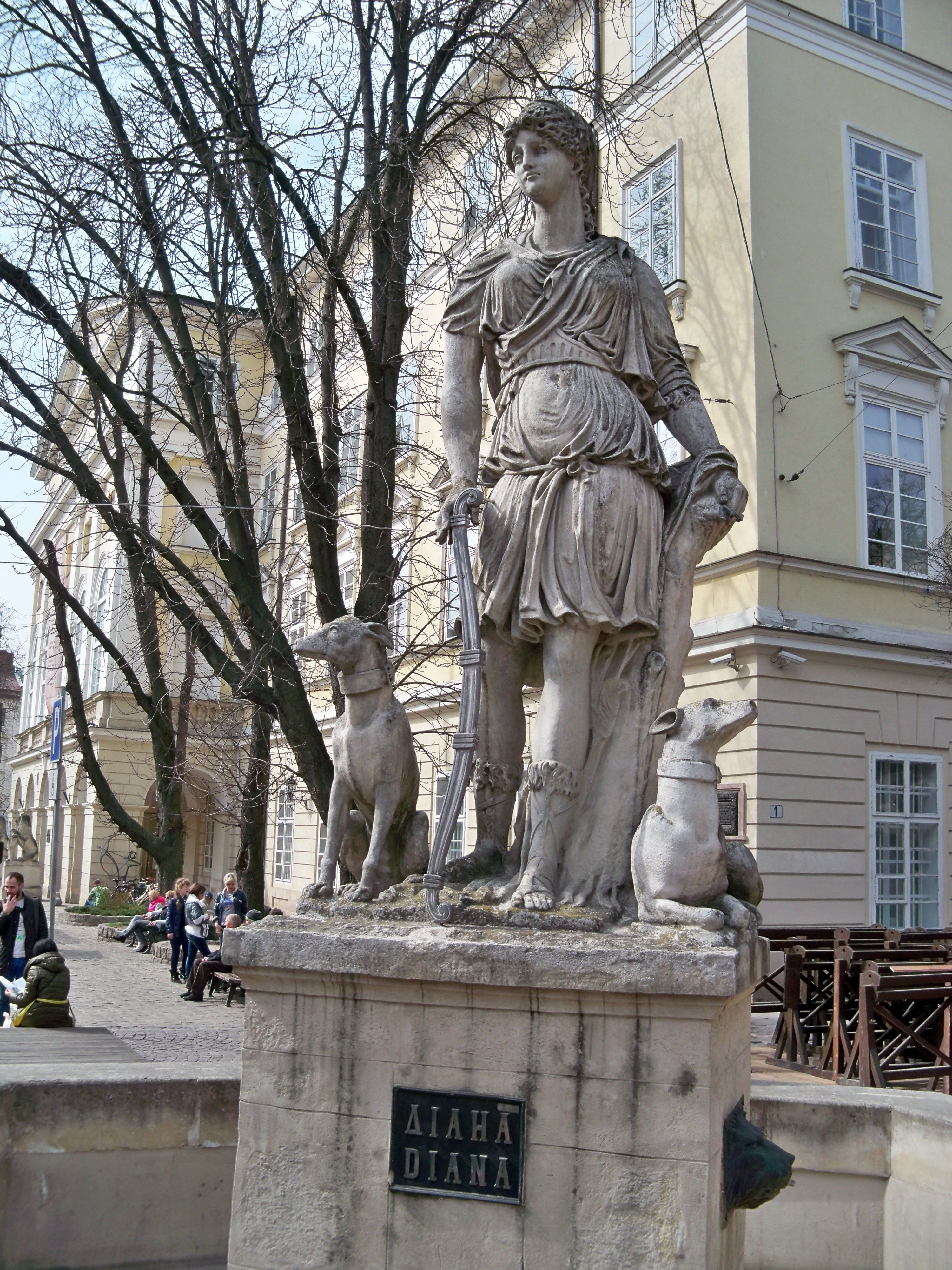
ディアーナの噴水
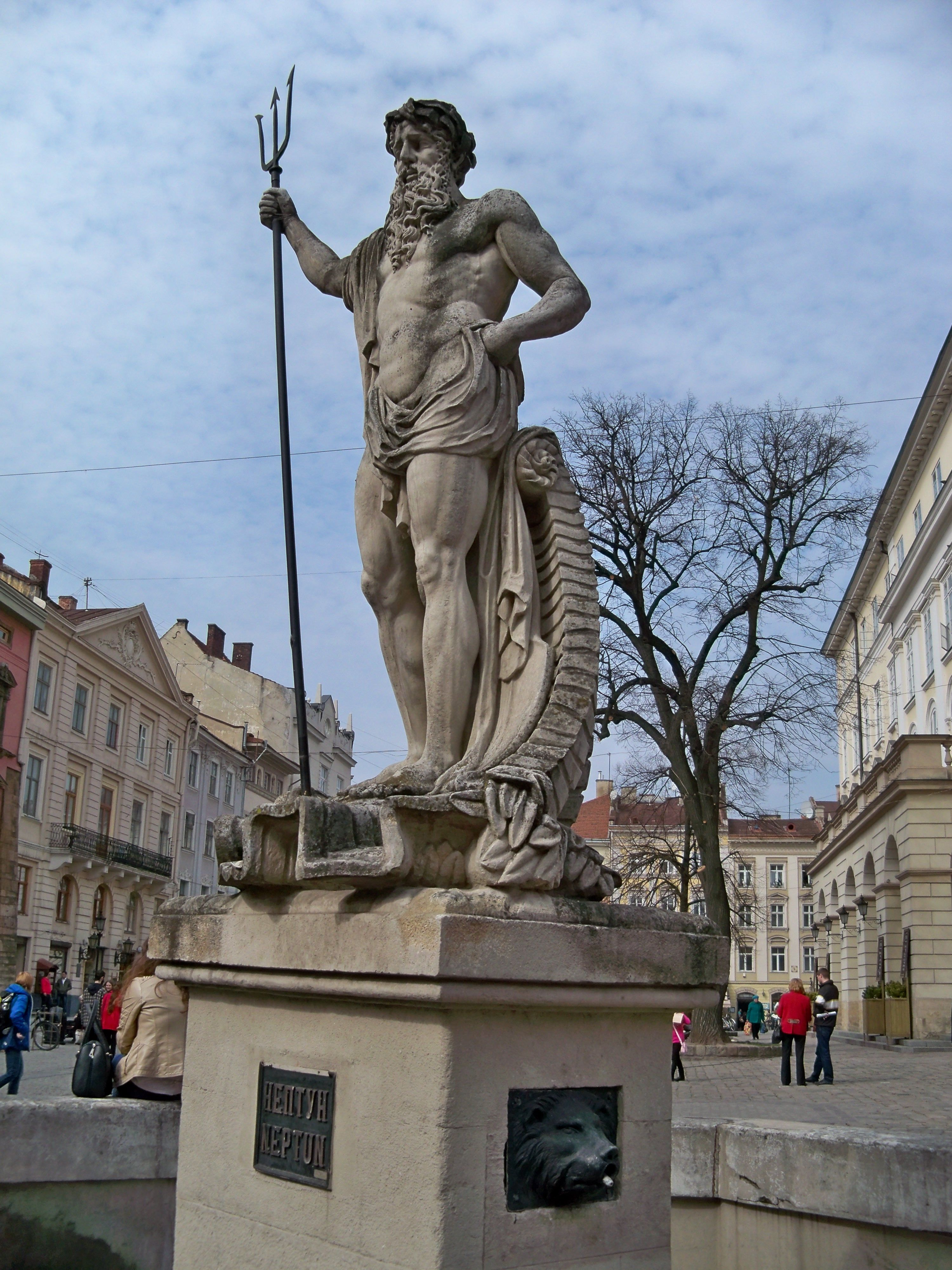
ネプトゥーヌスの噴水
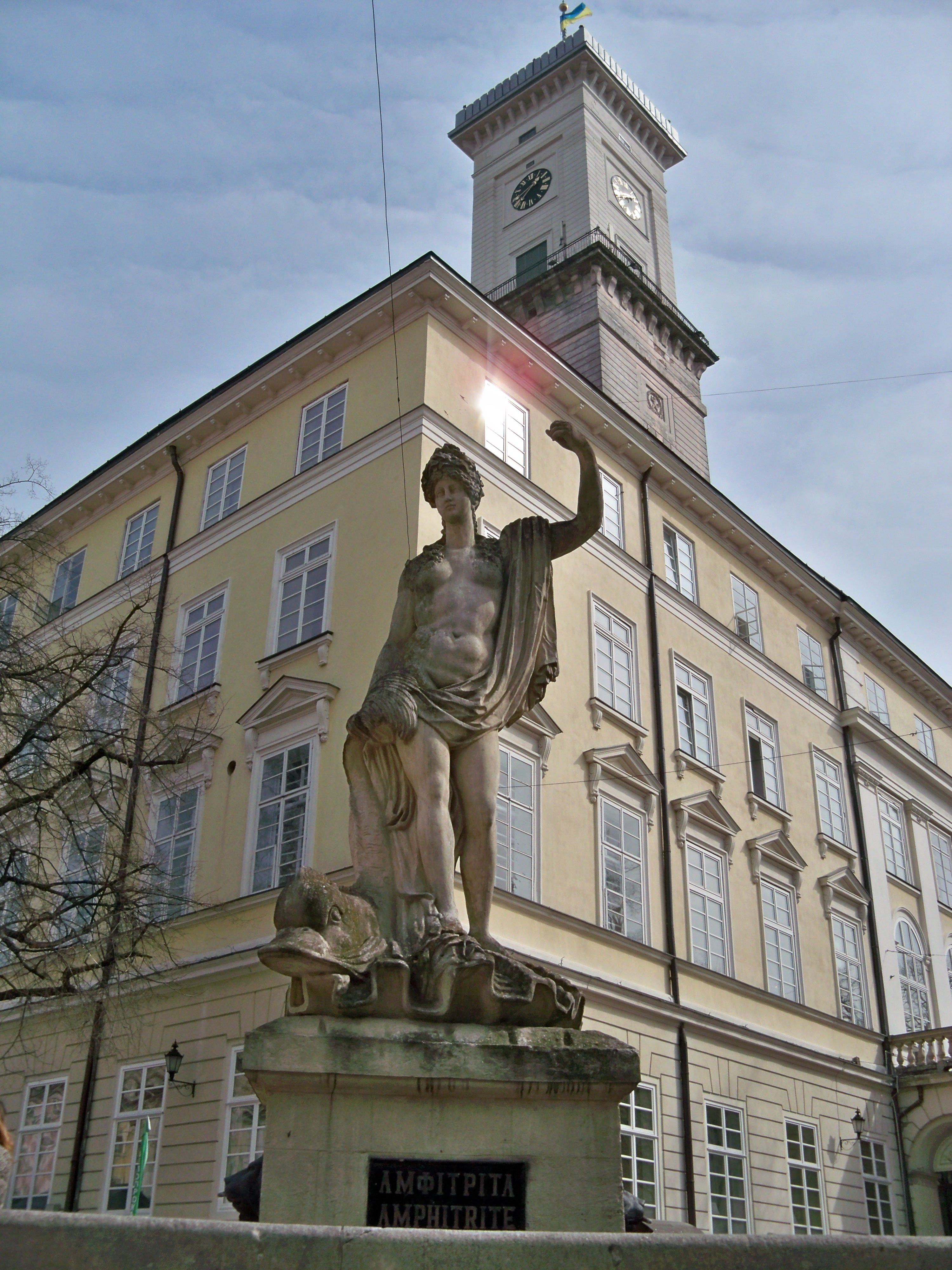
アムピトリーテーの噴水

アドーニスの噴水では、アドーニスの像の傍らで猟犬およびイノシシの像が控えている。ディアーナの噴水ではディアーナの像が弓矢を手にしており、傍らで猟犬の像が控えている。ネプトゥーヌスの噴水ではネプトゥーヌスの像が三叉槍を手にしており、傍らに魚の像がある。アムピトリーテーの噴水ではアムピトリーテーの像の傍らにイルカの像がある。アムピトリーテー像がもともと手にしていたとされる三叉槍は現存していない。これらの彫像は、彫刻家のハルトマン・ウィットワーによって石灰岩を用いて製作されたもので、美術史家のユーリー・ビリュリョフによると、製作年代は1810年から1814年にかけてとされる。